# Poptella longipinnis
Poptella longipinnis és una espècie de peix de la família dels caràcids i de l'ordre dels caraciformes.

## Morfologia
- Els mascles poden assolir 6,9 cm de llargària total.[5]

## Hàbitat
Viu en zones de clima tropical entre 25 °C - 28 °C de temperatura.

## Distribució geogràfica
Es troba a Sud-amèrica: conca del riu Orinoco, riu Tocantins i conques costaneres de Surinam.